# Mateusz Bieniek
Mateusz Bieniek (Blachownia, 5 de abril de 1994) é um jogador de voleibol polonês que atua na posição de central.

## Carreira

### Clube
A carreira de Bieniek começou em 2010, quando ingressou no Norwid Częstochowa, clube ao qual permaneceu ligado por três anos, antes de se transferir para o Effector Kielce, atuando por três temporadas na primeira divisão do campeonato polonês. Na temporada 2016–17 transferiu-se para o ZAKSA Kędzierzyn-Koźle com quem conquistou duas Copas da Polônia e dois Campeonatos Polonês.
Na temporada 2019–20 foi contratado pelo Cucine Lube Civitanova, estreando no voleibol italiano. Com o novo clube, conquistou o Campeonato Mundial de Clubes de 2019 e a Copa Itália de 2020. Ao término da temporada, voltou a atuar em seu país natal após fechar acordo com o PGE Skra Bełchatów.
Após três temporadas atuando pela equipe da cidade de Bełchatów, Bieniek se transferiu para o Aluron CMC Warta Zawiercie para representar as cores do clube da cidade de Zawiercie na temporada 2023–24.

### Seleção
Bieniek estreou na seleção adulta na Liga Mundial de 2015, terminando a competição na quarta colocação após derrota para a seleção norte-americana pela disputa da medalha de bronze. No mesmo ano conquistou o terceiro lugar na Copa do Mundo. No ano seguinte foi membro da delegação polonesa nos Jogos Olímpicos de 2016, terminando na quinta colocação.
Em 2018 conquistou seu primeiro título com a seleção ao derrotar a seleção brasileira na final do Campeonato Mundial de 2018.
Em 2019 foi vice-campeão da Copa do Mundo e terceiro lugar no Campeonato Europeu. Em 2021 foi vice-campeão da Liga das Nações após ser derrotado pela seleção brasileira na final. Em sua segunda participação olímpica, ficou na quinta colocação após perder para a seleção francesa nas quartas de final nos Jogos Olímpicos de Tóquio.
Em 2022, na quarta edição da Liga das Nações, conquistou a medalha de bronze e o prêmio individual de um dos melhores centrais da competição; no mesmo ano foi vice-campeão da vigésima edição do Campeonato Mundial.

## Títulos
ZAKSA Kędzierzyn-Koźle
- Campeonato Polonês: 2016–17, 2018–19
- Copa da Polônia: 2016–17, 2018–19

Cucine Lube Civitanova
- Mundial de Clubes: 2019
- Copa Itália: 2019–20

Warta Zawiercie
- Copa da Polônia: 2023–24
- Supercopa Polonesa: 2024

## Clubes
| Anos      | Clube                      |
| --------- | -------------------------- |
| 2010–2013 | Norwid Częstochowa         |
| 2013–2016 | Effector Kielce            |
| 2016–2019 | ZAKSA Kędzierzyn-Koźle     |
| 2019–2020 | Cucine Lube Civitanova     |
| 2020–2023 | PGE Skra Bełchatów         |
| 2023–     | Aluron CMC Warta Zawiercie |

## Prêmios individuais
- 2015: Torneio Hubert Jerzeg Wagner – Melhor sacador
- 2021: Liga das Nações – Melhor central
- 2022: Campeonato Polonês – Melhor sacador
- 2022: Liga das Nações – Melhor central
- 2022: Campeonato Mundial – Melhor central